# Katherine Miranda
Luvi Katherine Miranda Peña (Bogotà, 14 de desembre de 1985), és una politòloga colombiana i activista política amb estudis en identitat i conflicte i formada en Cultura de Pau, Cohesió Social i Diàleg Intercultural de la Universitat de Barcelona. Va participar en la promoció del procés de pau entre l'Estat colombià i la guerrilla de les FARC dut a terme a l'Havana entre el 2012 i el 2016. L'any 2018 va ser elegida com a integrant del Congrés de la República de Colòmbia, a la Cambra de Representants, per al període del 2018 i 2022.
El 2022 va ser electa com a representant a la cambra per al període 2022-2026 i es va incorporar a la campanya presidencial de Gustavo Petro.

## Trajectòria
Katherine Miranda va començar la seva trajectòria política al costat d'Antanas Mockus l'any 2008. Va ser part del procés d'adhesió d'aquest a l'Aliança Verda (2009). El 2010 va dirigir les joventuts en l'estratègia de campanya per a la candidatura a la presidència d'Antanas Mockus i Sergio Fajardo. També va coprotagonitzar la pel·lícula La vida és sagrada juntament amb Antanas Mockus.
Entre el 2011 i el 2015 va treballar al Congrés com a cap de gabinet del senador Jhon Sudarsky. Durant aquesta etapa el senador va presentar projectes de llei enfocats, fonamentalment, en la transformació del sistema electoral i el desenvolupament de la democràcia territorial.
Enmig dels diàlegs de pau a l'Havana es va retirar del seu treball al Congrés per a convertir-se en una activista política defensora del procés de pau. Durant els diàlegs va desenvolupar accions de cultura ciutadana d'impacte nacional recolzada pel seu mentor, Antanas Mockus. Aquestes accions inclouen la guerra de coixins, la serenata a l'expresident Álvaro Uribe i l'acció de col·locar corones fúnebres a totes les places de Colòmbia.
L'any 2016 el president de Colòmbia, Juan Manuel Santos, va convocar un plebiscit per ratificar els acords de pau de l'Havana. Davant de la vistòria del No en el plebiscit, va liderar i va col·locar la primera carpa al Campament per la pau que es va realitzar a Bogotà. Aquest suport a la pau va ser un referent per a moltes de les mobilitzacions populars realitzades a tot el país.